# Gérard Deledalle
Gérard Deledalle, né le 17 octobre 1921 à Marcq-en-Barœul et mort le 12 juin 2003 est un philosophe français. Professeur émérite des Universités, il a enseigné dans diverses universités dont Tunis, Libreville et Perpignan. Traducteur de C.S. Peirce et de John Dewey, il a manifesté très tôt son intérêt pour le pragmatisme. Sa thèse, consacrée à la notion d'expérience dans l'œuvre de Dewey, est le premier travail d'importance sur cet auteur, dont il fut un temps l'assistant à Columbia University. Comme en témoigne sa bibliographie — ses livres, mais aussi ses traductions —, il n'a cessé d'œuvrer en faveur d'une philosophie qui, en dépit du succès de William James au début du xxe siècle, n'a jamais réellement bénéficié de la faveur des philosophes français, jusqu'à une époque plus récente, marquée par un regain d'intérêt pour les auteurs dont Gérard Deledalle avait saisi, le premier, toute l'importance. 

## Publications
- Histoire de la philosophie américaine, P.U.F., Paris, 1954.
- La Pédagogie de John Dewey, éd. du Scarabée, Paris, 1965.
- L'Idée d'expérience dans la philosophie de John Dewey, P.U.F., Paris, 1967.
- Logique : La théorie de l'enquête de John Dewey. Présentation et traduction, P.U.F., Paris, 1967, nouvelle éd., 1993.
- Le Pragmatisme, Bordas, Paris, 1971.
- Démocratie et éducation de John Dewey. Présentation et traduction, Colin, Paris, 1975, L'Âge d'Homme, 1983. Nouvelle éd., Collin, Paris, 1990.
- Écrits sur le signe de Charles S. Peirce. Choisis, traduits et commentés, Le Seuil, Paris, 1978.
- Théorie et pratique du signe, Introduction à la sémiotique de Charles S. Peirce, Payot, Paris, 1979.
- La Philosophie américaine, L'Âge d'Homme, Lausanne, 1983. Nouvelle éd. augmentée, De Boeck Universités, Bruxelles/Paris, 1987.
- Charles S. Peirce, phénoménologue et sémioticien, éd. John Benjamins, Amsterdam/Philadelphie, 1987.
- Sémiotique et pragmatique, éd, John Benjamins, Amsterdam/Philadelphie, 1989.
- Lire Peirce aujourd'hui, De Boeck Universités, Bruxelles/Paris, 1990.
- L'Homme et ses signes, 3 vol., Mouton de Gruyter, Berlin, 1992.
- À la recherche  d'une méthode de Charles S. Peirce, P.U. de Perpignan, 1993.
- John Dewey, P.U.F., 1995.
- La Philosophie peut-elle être américaine ?, éd. J. Grancher, Paris, 1995,  (ISBN 273390485X)